# 度支顧問事件
度支顧問事件 (たくしこもんじけん)とは、1897年、駐韓ロシア公使シュペイエルが大韓帝国の度支衙門の顧問を、イギリスの推薦したジョン・マクレヴィ・ブラウンから自国人アレクセーエフに代えさせ、露韓銀行を設立しようとした事件である。

## 概要
1897年、李氏朝鮮の国王であった高宗が大韓帝国皇帝として即位にするのに合わせ、ロシア公使アレクセイ・ニコラビッチ・シュペイエルは大韓帝国の度支衙門（日本の大蔵省に相当）の顧問を、イギリスの推薦したジョン・マクレヴィ・ブラウンから自国人のキリル・アレクセーエフに代えさせるよう要求し、韓国政府はそれを受け入れた。アレクセーエフは、1898年2月には、絶影島の租借を大韓帝国政府に承認させ、また、3月には露韓銀行支店を韓国の首都漢城府に設置した。これに反発したイギリスは東洋艦隊を仁川に派遣した。
一方、朝鮮の自主独立を唱える独立協会はこうした動きに反発して1898年2月、反露闘争を起こした。独立協会は、3月に開かれた漢城市民による「万民共同会」と称された街頭大衆集会にも支えられ、救国宣言上疏を展開し、ロシア人軍事教官および財政顧問の解任と、露韓銀行の撤収などを韓国政府に迫った。この上疏運動は韓国政府を動かし、ついにシュペイエル公使にロシア人軍事教官・財政顧問を継続雇用しないことを通告した。
ロシアは、1898年3月15日、清国とのあいだに旅順港・大連湾租借に関する条約を結び、その結果、遼東半島に不凍港が手に入ることになると、韓国への関心が失われ、1898年3月23日には韓国から全てのロシアの軍事・民事顧問が撤退し、翌4月には露韓銀行も閉鎖された。同年8月、ロシア語通訳の金鴻陸は高宗暗殺未遂を起こしたとされ (毒茶事件)、10月に処刑された。なお、韓露条約は1904年に破棄された (韓露條約廢棄勅宣書及理由書)。

## 日本への影響
韓国政府は刻印附圓銀での納税の禁止を命じたものの、総税務司のブラウンはこれを無視して収税を行っていたとされる。

## 年譜
- 1897年2月20日 独立協会の要求により、高宗が露館播遷を終え、慶運宮に還宮。
- 1897年10月6日 ロシア公使アレクセイ・ニコラビッチ・シュペイエルが、度支顧問をキリル・アレキセーフにする要求書を提出[1]。
- 1897年10月12日 高宗が韓国皇帝に即位。
- 1897年10月26日 韓国政府が、度支顧問のジョン・マクレヴィ・ブラウンの解任を英国領事ジョルダンに通告[1]。
- 1897年11月5日 露韓合同条約が結ばれ、韓国政府はアレキセーフを度支顧問にした[6]
- 1897年12月27日 イギリスの派遣した東洋艦隊が仁川に到着[1]、ブラウンは度支衛門の最高顧問を留任[7]。
- 1898年1月21日 ロシア軍艦が入港し、韓国内の日本人所有地に貯炭庫を設置しようとする (絶影島問題)[8]。
- 1898年2月 ロシアが京城に露韓銀行を設立[6]。
- 1898年2月21日 独立協会が救国宣言上疏を行う。
- 1898年3月7日 金鴻陸謀殺未遂事件が起きた[4]。